# هازجة سقطرى
هازجة سقطرى (الاسم العلمي:   Incana  incana) (بالإنجليزية: Socotra  Warbler)‏ هو طائر ينتمي إلى الهازجات (فصيلة: Cisticolidae).
هازجة سقطرى هازجة سقطرى (الاسم العلمي: Incana incana) (بالإنجليزية: Socotra Warbler) هو طائر صغير ينتمي إلى فصيلة الهازجات (Cisticolidae). يُعد هذا الطائر من الأنواع المستوطنة في جزيرة سقطرى الواقعة في المحيط الهندي، ويتميز بريشه البني الرمادي وحجمه الصغير. الوصف هازجة سقطرى طائر صغير الحجم، يبلغ طوله حوالي 10-12 سم. يتميز بريش بني رمادي يغطي ظهره وأجنحته، بينما يكون لون البطن أبيض مائلًا إلى الرمادي. يمتلك منقارًا رفيعًا مخصصًا لالتقاط الحشرات، وهو من الطيور النشيطة التي تتحرك باستمرار أثناء البحث عن الغذاء. الموطن والتوزيع الجغرافي يعيش هذا الطائر بشكل رئيسي في جزيرة سقطرى، وهي جزيرة يمنية تقع في المحيط الهندي. يفضل هازجة سقطرى المناطق ذات الغطاء النباتي الكثيف، مثل الغابات والمناطق الجبلية، حيث يجد مأوى وغذاءً وفيرًا. السلوك والتغذية يتغذى طائر هازجة سقطرى بشكل رئيسي على الحشرات الصغيرة، مما يجعله جزءًا مهمًا من النظام البيئي في جزيرة سقطرى. يُعرف الطائر بنشاطه الدائم أثناء النهار، حيث يقضي معظم وقته في البحث عن الطعام بين الأشجار والشجيرات. التكاثر يبدأ موسم التكاثر لطائر هازجة سقطرى في فصل الربيع. تبني الأنثى عشًا صغيرًا بين الأشجار أو الشجيرات، وتضع عادةً 2-3 بيضات. يتشارك الذكر والأنثى في رعاية الصغار حتى تصبح قادرة على الطيران. حالة الحفظ وفقًا للاتحاد الدولي لحفظ الطبيعة (IUCN)، يُصنف طائر هازجة سقطرى ضمن الأنواع غير المهددة بالانقراض، حيث يتمتع بموائل طبيعية مناسبة في جزيرة سقطرى. ومع ذلك، قد يواجه تهديدات محتملة بسبب فقدان الموائل الطبيعية نتيجة الأنشطة البشرية. الأهمية البيئية يلعب طائر هازجة سقطرى دورًا مهمًا في النظام البيئي من خلال المساهمة في مكافحة الحشرات الضارة، مما يساعد في الحفاظ على التوازن البيئي في جزيرة سقطرى.